# 仙腸関節

仙腸関節は1:仙骨 2:腸骨の間

仙腸関節（せんちょうかんせつ、英: sacroiliac joint）は、四足動物の腰帯を構成する骨盤の仙骨と腸骨をつなぐ関節。3 - 5mm ほどの可動域しかないため外見や画像診断でもほとんど動きが判らない。日常生活では脊椎のバランスに関係すると考えられている。出産した女性の腰痛の原因とひとつとなるともいわれている。
大型類人猿、特にヒトで著しい現象が、妊娠出産に伴う仙腸関節における妊娠出産痕の形成である。これは、妊娠出産経験があると妊娠時に仙腸関節をつなぐ靭帯がゆるみ、可動性が増大することで関節を構成する軟骨が破壊され、仙腸関節耳状面前下部に深く不規則な圧痕が不可逆的に形成される現象である。妊娠出産痕は法医学や考古学における女性遺骨の妊娠出産経験の判別に有用である。靭帯としては前側に前仙腸靭帯、後ろ側に骨間仙腸靭帯・後仙腸靭帯などがある。
腰痛の約10%が仙腸関節に由来しているとの報告がある。
一般的に、出産後の腰痛に仙腸関節障害が多いといわれるが、老若男女を問わず腰痛の原因となる